# 劳伦·普莱斯
劳伦·路易斯·普莱斯（Lauren Louise Price，1994年6月25日—）是威尔士业余拳击手，曾經是跆拳道运动员和足球运动员。在代表威尔士期间，她在2014年英聯邦運動會上获得了铜牌，成为第一位赢得英联邦运动会拳击奖牌的威尔士女性。四年后，在2018年英联邦运动会上获得金牌，随后又代表英國隊在2019年世界女子拳擊錦標賽、2019年歐洲運動會和2020年夏季奥林匹克运动会上获得金牌。
普莱斯还在卡迪夫城踢了几年足球，在2013年赢得了威尔士超级女子足球联赛的冠军。此後還担任威尔士19岁以下女足队队长，並在2012年完成了她的成年队首秀。她在2014年為了拳擊放棄了足球事業。